# Men.com
Men.com è una casa di produzione e distribuzione cinematografica di pornografia gay. È di proprietà di MindGeek.
Il dominio è stato acquistato nel dicembre del 2003 dall'imprenditore Rick Schwartz per $1,3 milioni.

## attori della Men.com
Di seguito vengono elencati alcuni degli attori pornografici dell'azienda.
| - Johnny Rapid - Paddy O'Brian - Diego Sans - Will Braun - William Seed - Dalton Briggs - Rafael Alencar - Adam Killian - Tommy Defendi - Ryan Bones - Jake Porter - Spencer Fox | - Sebastian Young - Topher Di Maggio - Phenix Saint - Trevor Knight - Rocco Reed - Colby Keller - John Magnum - Tyler St.James - Jessie Colter - Andrew Stark - Connor Maguire - Marc Dylan | - Vadim Black - Tyler Sweet - Landon Conrad - Duncan Black - Jimmy Johnson - Tom Faulk - Damien Crosse - Girth Brooks - Gabriel Clark - Bo Dean - Kirk Cummings | - Connor Kline - Jake Wilder - Darius Ferdynand - Tyler Hunt - Trenton Ducati - Billy Santoro - Jake Steel - Robert Van Damme - Landon Mycles (Marcus Mojo) - Chris Tyler | - Matt Cole - Griffin Barrows - Dylan Roberts - Brent Everett - Charlie Pattinson - JJ Knight - Cooper Reed - Arad Winwin - JD Phoenix - Dominic Pacifico |